# Dambecker See (Kratzeburg)
Der Dambecker See ist ein See im Gemeindegebiet Kratzeburg des Landkreises Mecklenburgische Seenplatte in Mecklenburg-Vorpommern. Der See hat eine stark gegliederte Form mit mehreren markanten Buchten. Er ist 1100 Meter lang und bis zu 600 Meter breit. Größere Teile des Ufers sind bewaldet. Am Südwestende liegt der namensgebende Ort Dambeck und im Nordosten liegt Pieverstorf am Ufer. Südlich von Pieverstorf befindet sich am Ufer ein bronzezeitlicher Burgwall. Es ist einer der größten seiner Art in Norddeutschland. Die Anhöhen um den See erreichen im Süden bis zu 96 m ü. NHN. 
An der Nordseite des Dambecker Sees fließt die junge Havel von der Pieverstorfer Kunke  (Pieverstorfer Kuncke, auch teilweise Pieverstorfer See genannt) in den See. Die Pieverstorfer Kunke ist durch eine ca. 120 Meter breite   Verlandungszone vom Dambecker See getrennt und hat über den "Großen Dieckensee" (großer Diecksee) und den "Kleinen Dieckensee" (kleiner Diecksee)  Oberflächenverbindung zur neuen symbolischen Havelquelle.
Der Name des Gewässers leitet sich von Dambeck ab. Dieser Ortsname stammt wahrscheinlich vom slawischen Wort „Dab oder Dabele“ für „Eiche“ und „Bek“ für „Bach“ ab, also „Eichenbach“. 
Der See liegt im Müritz-Nationalpark.